# Ḩallāj Maḩalleh
Ḩallāj Maḩalleh är ett samhälle i Iran.   Det ligger i provinsen Gilan, i den nordvästra delen av landet, 250 km nordväst om huvudstaden Teheran. Ḩallāj Maḩalleh ligger 85 meter över havet och antalet invånare är 120.
Terrängen runt Ḩallāj Maḩalleh är kuperad åt sydväst, men åt nordost är den platt. Runt Ḩallāj Maḩalleh är det ganska tätbefolkat, med 111 invånare per kvadratkilometer. Närmaste större samhälle är Fūman, 9,2 km norr om Ḩallāj Maḩalleh. I omgivningarna runt Ḩallāj Maḩalleh växer i huvudsak blandskog.